# Íris (mitologia)
Íris (em grego Ἶρις) na mitologia grega, era a filha de Taumas e de Electra; Taumas era filho de Ponto e de Gaia, e Electra era uma das oceânides, as filhas de Oceano e Tétis. Íris é casada com Zéfiro. Suas irmãs eram Arce e as harpias: Aelo, Celeno e Ocípite.
Íris era a personificação do arco-íris e a mensageira dos deuses. Como o arco-íris para unir a Terra e o céu. Íris é a mensageira dos deuses para os seres humanos; neste contexto ela é frequentemente mencionada na Ilíada, mas jamais na Odisseia, onde Hermes toma o seu lugar.
O casamento de Íris com Zéfiro (Deus do vento) foi entrelaçado com muita paixão. Íris e Hermes eram rivais em tudo, depois de terem se amado por muito tempo e ele a trair com Afrodite. Então Íris e Hermes se separaram e ela foi seduzida por Zéfiro. Embora casada, Íris é considerada uma virgem. A divindade do arco-íris não somente seguia as ordens de Hera, tanto quanto focava em ligar o mundano com o celeste do Monte Olimpo, acabando por não ter tempo para uma relação amorosa.

## Iconografia
Íris é representada como uma virgem com asas de ouro, que se move com a leveza do vento de um lado para outro do mundo, nas profundezas dos oceanos e ao Submundo de Hades. Ela é especialmente a mensageira de Hera, e é associada com Hermes. Íris era frequentemente descrita como a dama de companhia e mensageira pessoal de Hera. Nos vasos gregos, é representada como uma bela moça com asas douradas, um kerykeion (bastão de mensageiro) e, às vezes, um oinichoe (jarro de vinho). Geralmente aparecia ao lado de Zeus ou de Hera, às vezes servindo o néctar do seu jarro. Como a copeira dos Deuses do Olimpo, Íris é frequentemente indistinguível de Hebe na arte. Para os gregos, que na maioria viviam perto do mar, o arco-íris era mais frequentemente visto cobrindo a distância entre as nuvens e o mar e por isso imaginavam que a Deusa reabastecia as nuvens de chuva com água do mar.
Não era uma deusa considerada maléfica, apesar de, nas histórias, ter ajudado Hera junto de Lyssa (A Loucura) a acabar com a família de Hércules.

## Simbolismo
Íris é recorrente como um símbolo da Anunciação filosófica nas mitologias platônicas: em diversas passagens, ela se associa como evocando thauma, maravilhamento, sendo representante da visão divina do Belo e da epifania iniciatória na filosofia. Platão coloca Taumas como sendo o buscador da verdade no Teeteto, e Taumas é o pai de Íris, conforme Hesíodo. No mito de Er, em A República 616b, Íris é identificada como a coluna brilhante que sustenta os Céus e Terra, e a visão maravilhosa que as almas têm ao final do cosmos em seu percurso; ao longo do diálogo, Platão faz dela um símbolo das visões de beleza contempladas pela alma antes de sua encarnação. Em O Banquete 178a, Eros é chamado thaumastos, em associação à função de Íris e também por esta ser considerada sua mãe em algumas teogonias. Íris é a primeira mensageira dos deuses e tem papel intermediário, tal como Eros.
Plutarco, em Diálogo sobre o Amor 765e-f, registrará fragmento do poeta Alceu de Mitilene, em que se afirma Eros como sendo filho de Íris:
| O mais temível dos deuses Que Íris de justas sandálias concebeu de Zéfiro dos cabelos dourados. |  |
|                                                                                                 |  |

Para Plutarco, Eros é uma imagem do Sol, e ele explica que, assim como Íris gera Eros e remete à visão do esplendor do Sol, a visão do belo evoca o Amor na alma; em analogia, a opinião do mundo sensível é como um arco-íris, que é uma refração do Sol do mundo inteligível:
"O que acontece com nossa visão quando vemos um arco-íris é, obviamente, a refração, que ocorre sempre que a visão encontra uma nuvem levemente úmida, mas suave e moderadamente espessa e tem contato com o sol por refração. Ver o brilho dessa maneira produz em nós a ilusão de que a coisa que vemos está na nuvem. Ora, o artifício erótico e sofisma aplicado às almas nobres que amam a beleza é do mesmo tipo: refrata suas memórias dos fenômenos deste mundo, que são chamados de belos, para a beleza maravilhosa desse outro mundo, essa entidade divina e abençoada que é o verdadeiro objeto de amor."
Plutarco também afirma em outra passagem que o mito é como um arco-íris, pois suas cores simbólicas variadas refratam a inteligência a realidades superiores.